# Schaltleitung

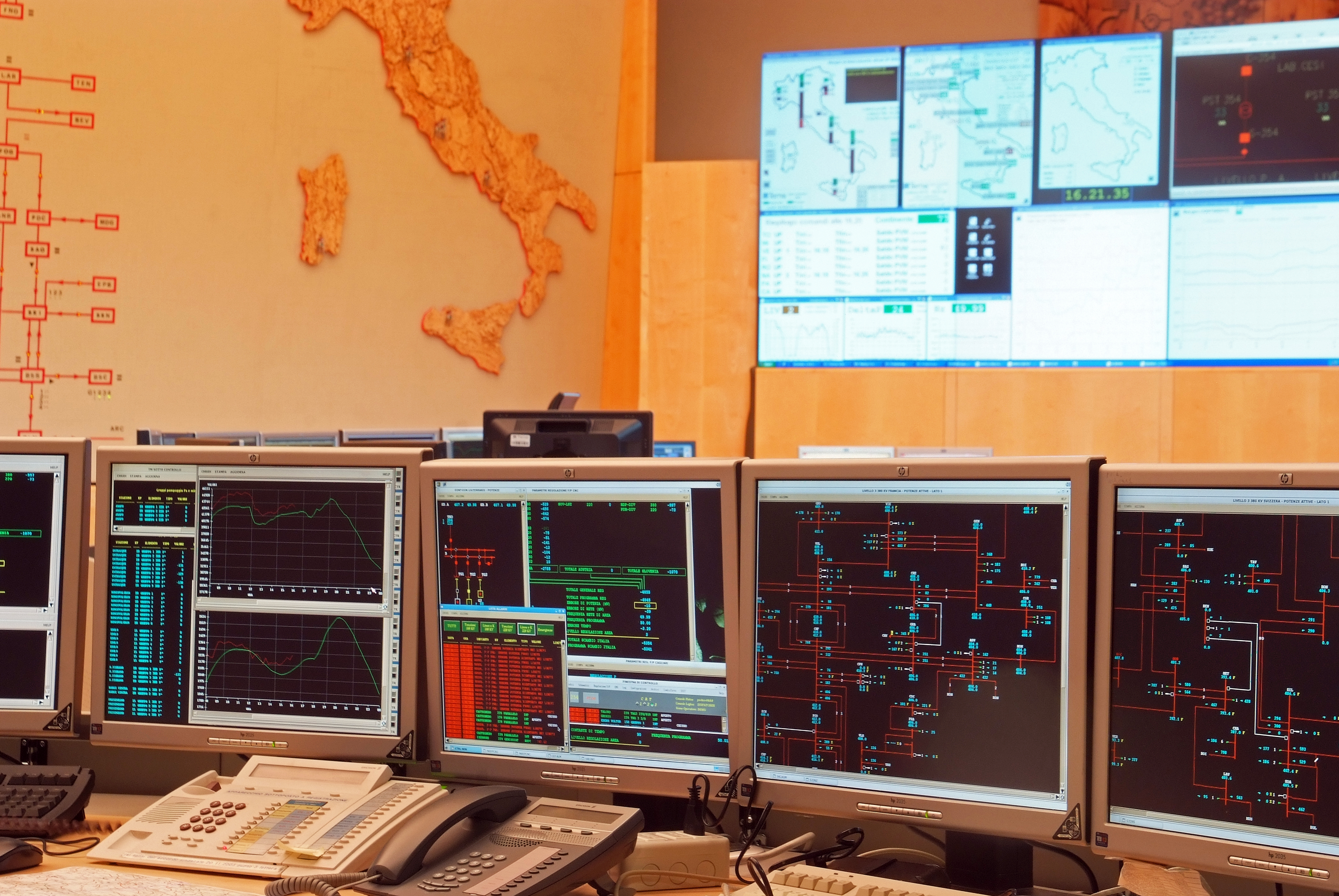
Netzdaten auf Monitoren und einer Projektionswand in der Terna-Hauptschaltleitung

Als Schaltleitung (bei regional übergeordneter Funktion Gruppenschaltleitung, bei systemführender Funktion Hauptschaltleitung) wird eine Dienststelle (Leitstelle, Schaltwarte) eines Energieversorgungsunternehmens bzw. eines Verteil- oder Übertragungsnetzbetreibers bezeichnet.
Die Schaltleitung überwacht und steuert mit Hilfe eines Netzleitsystems ein Stromnetz im Mittel- bis Höchstspannungsbereich. Dabei sind, zumindest historisch betrachtet, Schaltvorgänge in Schalt- und Umspannanlagen von hervorgehobener Bedeutung. Diensttuende technische Angestellte können per Fernsteuerung in Prozesse eingreifen bzw. diese per Datenfernübertragung überwachen.
Ähnliche Funktionen haben Leitstände (Leitwarten) z. B. in Kraftwerken oder großen Industrieanlagen.

## Aufgabenspektrum

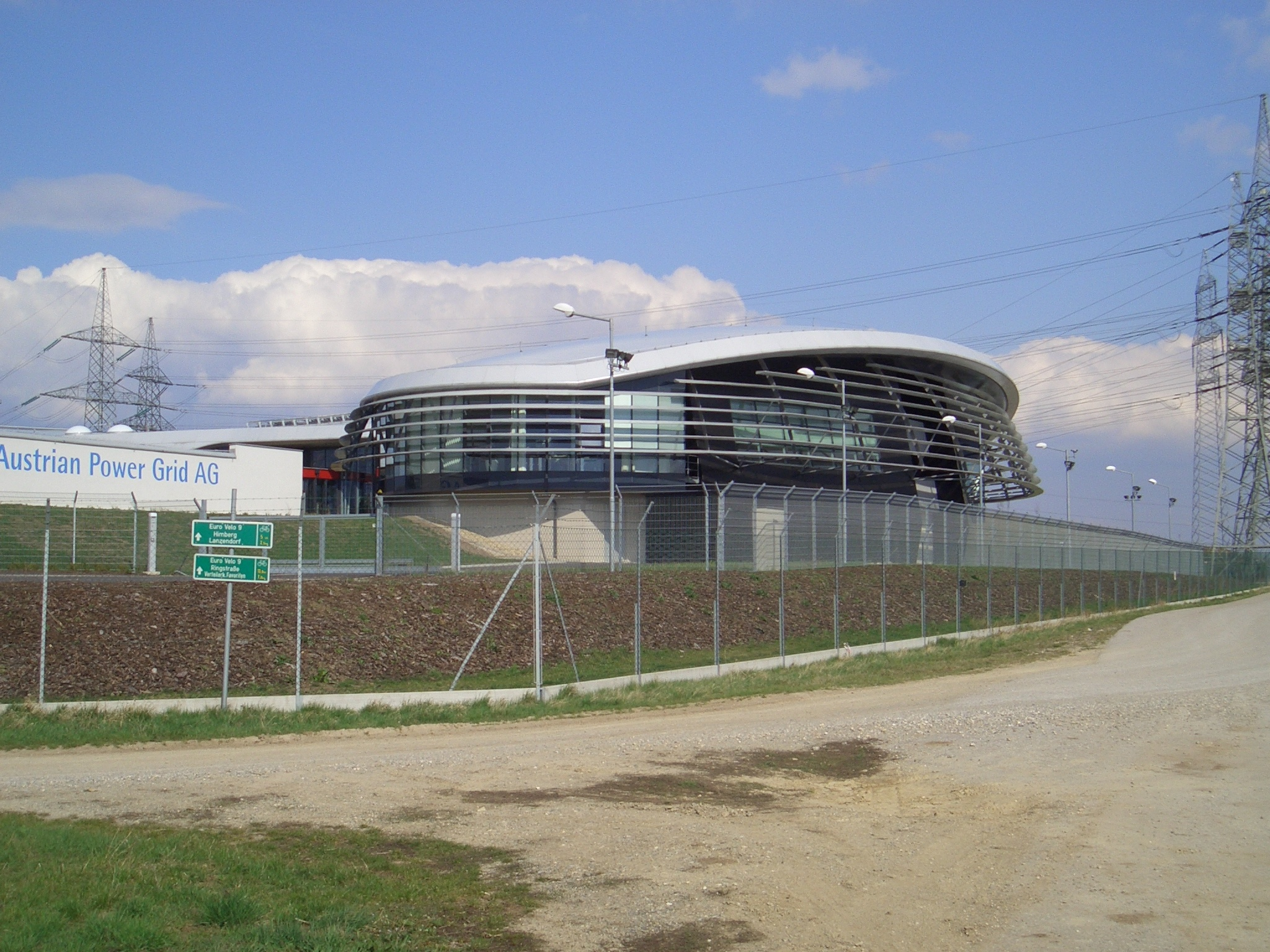
Gebäude der APG-Hauptschaltleitung am Umspannwerk Wien-Südost

Zu den Hauptaufgaben zählt die operative Betriebsführung des elektrischen Übertragungs- bzw. Verteilungsnetzes. Zudem ist die Vermeidung von Verbraucherabschaltungen zu den Hauptaufgaben zu zählen.
Darüber hinaus ist die Schaltleitung für verschiedenartige weitere Aufgaben zuständig. Hierzu zählt die zügige Stabilisierung des Netzregimes nach Störungen und Wiederaufbau der Versorgung. Ebenso ist sie für die Sicherung der planmäßigen, ggf. operativen Außerbetriebnahme von elektrotechnischen Betriebsmitteln zur Durchführung von Instandhaltungs- und Reparaturmaßnahmen zuständig. Sie überwacht die qualitätsgerechte Frequenz- und Spannungshaltung und sorgt für eine Minimierung von Übertragungsverlusten. Darüber hinaus ist die Schaltleitung für die Beherrschung der Kurzschlussströme im Fehlerfall sowie die Sicherung der Erdschlusskompensation zuständig. Schließlich fällt die Überwachung der Einstellwerte von Netzschutzeinrichtungen und Umschaltautomatiken in ihr Aufgabenspektrum.
Viele der organisatorisch in Schaltleitungen angesiedelten Bereiche zählen zu den Systemdienstleistungen.